# Washington Street (Boston)
Pour les articles homonymes, voir Washington Street.

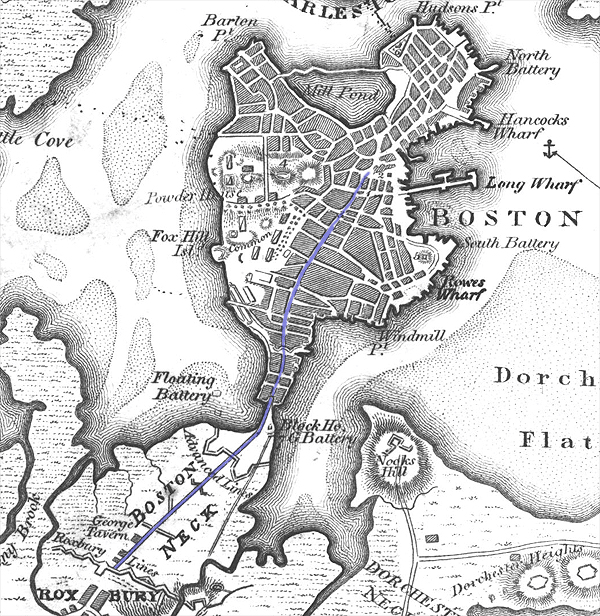
Ancienne carte de Boston montrant le tracé de Washington Street (en bleu).

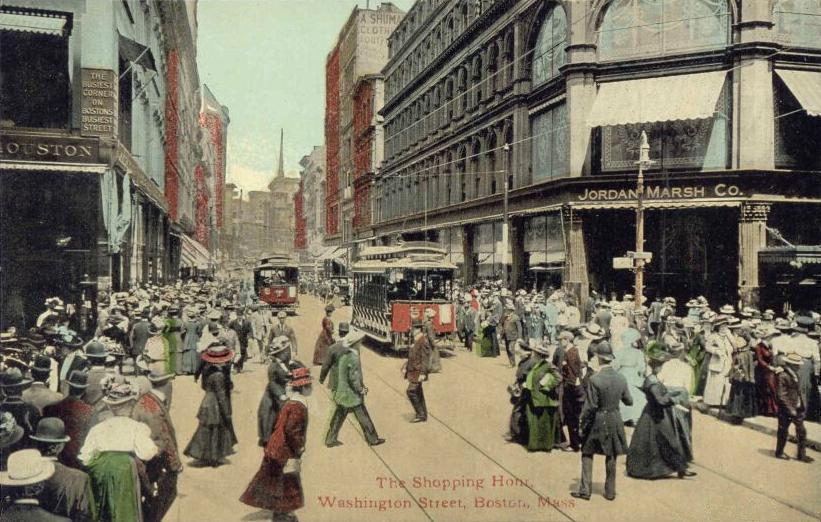
Washington Street vers 1910.

Washington Street est une rue du centre de Boston au Massachusetts, qui s'étend vers le sud de l'agglomération. C'est la plus longue voie de Boston, et également une des plus grandes voies du Massachusetts.

## Historique
Le nom Washington Street a été attribué en 1824, en remplacement de noms correspondant à différents segments:
- Orange Street,
- Newbury Street,
- Marlborough Street,
- Cornhill

De nombreux bâtiments sont enregistrés dans le National Register of Historic Places.